# دان والش
دان والش (بالإنجليزية: Dan Walsh)‏ هو رسام أمريكي، ولد في 1960 في فيلادلفيا في الولايات المتحدة.